# Вильерс, Эдвард (1620—1689)
Сэр Эдвард Вильерс (англ. Sir Edward Villiers; апрель 1620 — июль 1689) — английский военный-роялист и придворный из влиятельной семьи Вильерс, он был другом Эдварда Хайда, главного советника Карла I и Карла II с 1641 по 1668 год.

## Происхождение и семья

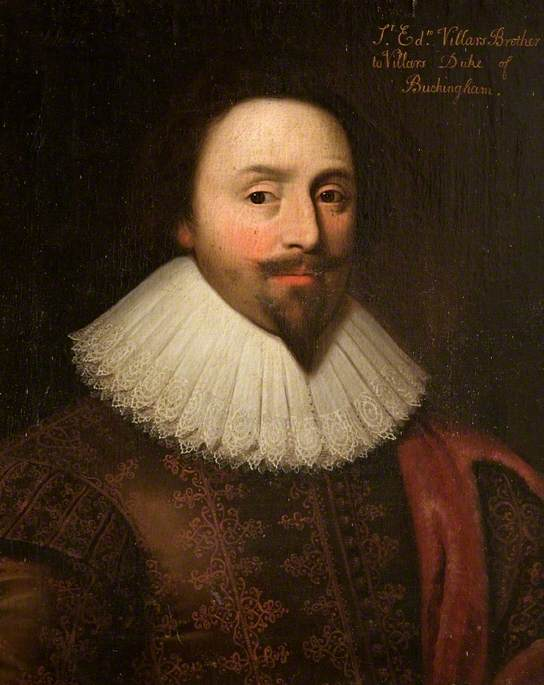
Его отец, сэр Эдвард Вильерс (1585—1626)

Родился в апреле 1620 года. Четвёртый сын сэра Эдварда Вильерса (1585—1626) и Барбары Сент-Джон (ок. 1592—1672). Его отец был старшим сводным братом Джорджа Вильерса, 1-го герцога Бекингема, фаворита Якова I и Карла I. Назначенный лордом-президентом Манстера, он умер в Корке в 1626 году, оставив огромные долги; его жена все ещё выплачивала им долг в 1660-х годах.
Одними из десяти детей, братьями и сестрами Вильерса были Энн (1610—1654), Уильям (1614—1643), Джон (1616—1659), Джордж (1618—1699) и Барбара (1618—1681). Его старший брат Уильям был убит во время штурма Бристоля в 1643 году; его дочь Барбара (1640—1709) стала любовницей Карла II, от которого у неё было пятеро детей.
В 1646 году Эдвард Вильерс женился на леди Фрэнсис Говард (ок. 1633 — 30 ноября 1677), младшей дочери Теофила Говарда, 2-го графа Саффолка (1584—1640). У них было восемь детей:
- Энн (1651 — 30 ноября 1688), вышла замуж в 1678 году за Уильяма Бентинка, 1-го графа Портленда (1649—1709).
- Кэтрин (1652—1709), 1-й муж с 1685 года Луи Джеймс ла Вассер, маркиз де Пюиссар (? — 1701), 2-й муж с 1702 года полковник Уильям Вильерс (? — 1723), сын Джорджа Вильерса, 4-го виконта Грандисона.
- Барбара (1654 — 19 сентября 1708), жена Джона Беркли, 4-го виконта Фицхардинга из Берхейвена (? — 1712)
- Эдвард (1656 — 25 августа 1711), старший сын
- Элизабет (1657 — 19 апреля 1733), муж с 1695 года фельдмаршал Джордж Дуглас-Гамильтон, 1-й граф Оркни (1666—1737).
- Мэри (1670 — 17 апреля 1753), муж с 1691 года Уильям О’Брайен, 3-й граф Инчикуин (1666—1719).
- Генри (1677 — 18 августа 1707), полковник
- Генриетта (? — 1 февраля 1720), муж с 1695 года Джон Кэмпбелл, 2-й граф Бредалбейн и Холланд (1662—1752).

Фрэнсис умерла от оспы в ноябре 1677 года, а в феврале 1685 года он вторым браком женился на Марте Лав (ум. 1738); у них не было детей.

## Карьера
Во время Епископских войн 1639—1640 годов Эдвард Вильерс служил в полку, которым командовал лорд Горинг, одним из его коллег был Джордж Лайл. Когда в августе 1642 года началась Первая гражданская война в Англии, он был назначен подполковником в полк, сформированный сэром Чарльзом Джерардом, служивший в битве при Эджхилле и при осаде Рединга, прежде чем он был ранен в первой битве при Ньюбери в сентябре 1643 года. Позже он присоединился к полевой армии роялистов, базирующейся в Оксфорде, и сражался в битве при Нейсби .
К концу 1645 года стало ясно, что дело роялистов проиграно, а их руководство резко разделено; 2 ноября Эдвард Вильерс написал своему брату Джорджу письмо с просьбой продать его дом и имущество, поскольку он «намеревался в ближайшее время уехать во Францию». Когда война закончилась в июне 1646 года, он входил в состав гарнизона, сдавшегося в Оксфорде; он не участвовал во Второй гражданской войне в Англии 1648 года, но бежал в Голландскую республику вместе со своим двоюродным братом Джорджем Вильерсом, 2-м герцогом Бекингемом.
После Третьей гражданской войны в Англии 1651 года он вернулся домой и в феврале 1654 года связался с Эдвардом Хайдом и предложил создать « Запечатанный узел» — небольшую группу, подчинявшуюся непосредственно ему и ответственную за координацию будущих заговоров. Исключив парламентских диссидентов и шотландских ковенантеров, поддержка которых имела решающее значение во Второй и Третьей гражданских войнах, это позволило Хайду восстановить контроль над политикой роялистов. Однако его эффективность была подорвана давним личным спором между двумя из шести лидеров, сэром Ричардом Уиллисом и лордом Беласисом.
В мае 1654 года был раскрыт заговор с целью убийства Оливера Кромвеля, организованный бывшим коллегой Вильерса сэром Чарльзом Джерардом. Ричард Уиллис и Эдвард Вильерс были арестованы и содержались под стражей несколько месяцев; как сообщается, полагая, что его предал лорд Беласис, Уиллис позже стал двойным агентом, работающим на начальника шпионской сети Кромвеля Джона Терло. К 1658 году группа была в значительной степени вытеснена, в то время как Вильерс оттолкнул Эдварда Хайда своей недальновидностью и сыграл небольшую роль в Реставрации Стюартов 1660 года .

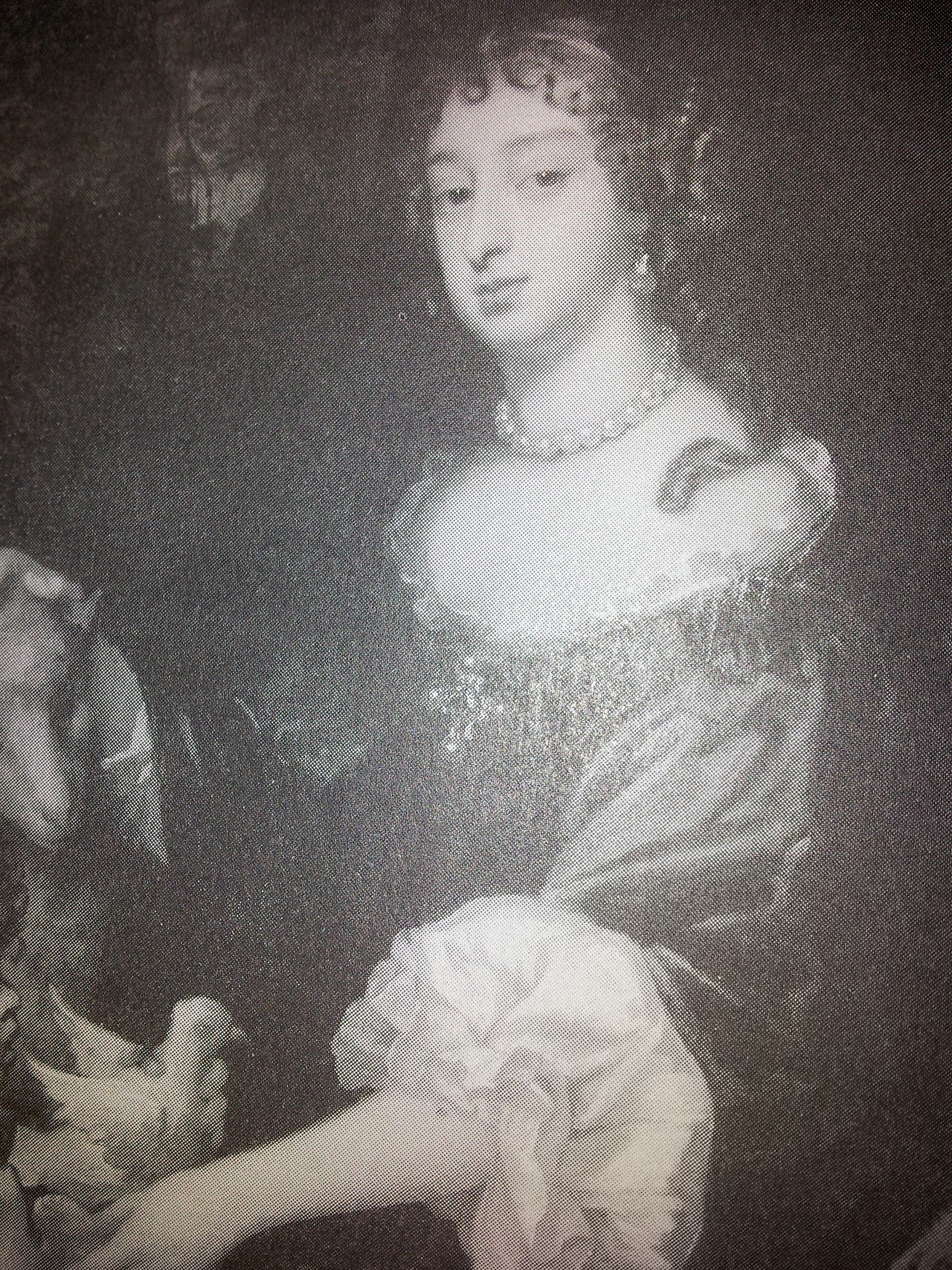
Его дочь Элизабет Вильерс, любовница Вильгельма III Оранского (1680—1695)

В 1661 году он был назначен губернатором замка Тайнмут и занимал этот пост до 1687 года. Его самой значимой наградой было назначение Фрэнсис Вильерс гувернанткой Марии и Анны, дочерей герцога Йоркского и его первой жены Анны Хайд. В ноябре 1677 года три его дочери сопровождали Марию в Нидерланды, когда она вышла замуж за принца Вильгельма Оранского, а в феврале 1678 года Карл II согласился поддержать его во Франко-голландской войне. Эдвард Вильерс был полковником одного из полков, собранных для войны, среди его офицеров были два его сына и зять Джон Беркли, 4-й виконт Фицхардинг. Конфликт закончился в августе 1678 года, прежде чем эти войска вступили в действительную службу, и в начале 1679 года полк был расформирован.
Поскольку у Карла II не было законных детей, наследником стал его младший брат-католик Яков, герцог Йоркский. С 1679 по 1681 год в английской политике доминировал Билль об отводе, попытка отстранить его от престола. Эдвард Вильерс остался верным и был вознагражден назначением рыцарем-маршалом в 1681 году, что было выгодной юридической должностью. Элизабет Вильерс начала отношения с Вильгельмом Оранским в 1680 году, и когда Яков стал королем в феврале 1685 года, это получило широкую огласку, предположительно, чтобы вызвать разногласия с принцессой Марией, наследницей Якова до рождения Джеймса Фрэнсиса Эдварда Стюарта в июне 1688 года. Вынужденной вернуться в Лондон, Элизабет разрешили вернуться в Нидерланды, когда Эдвард Вильерс заступился за неё, и роман, как сообщается, продолжался до 1695 года, когда она вышла замуж за своего кузена Джорджа Гамильтона, 1-го графа Оркнейских островов.
Как и подавляющее большинство, сэр Эдвард Вильерс поддержал Вильгельма Оранского, когда он высадился в Торбее и сверг своего тестя Якова II Стюарта во время Славной революции ноября 1688 года. Позднее его сын Эдвард Вильерс служил Вильгельму и Анне в качестве лорда-камергера. Дата его смерти неизвестна, но он умер в Ричмонде, графство Суррей, и был похоронен в Вестминстерском аббатстве 2 июля 1689 года.